# 상로렌수 (미나스제라이스주)

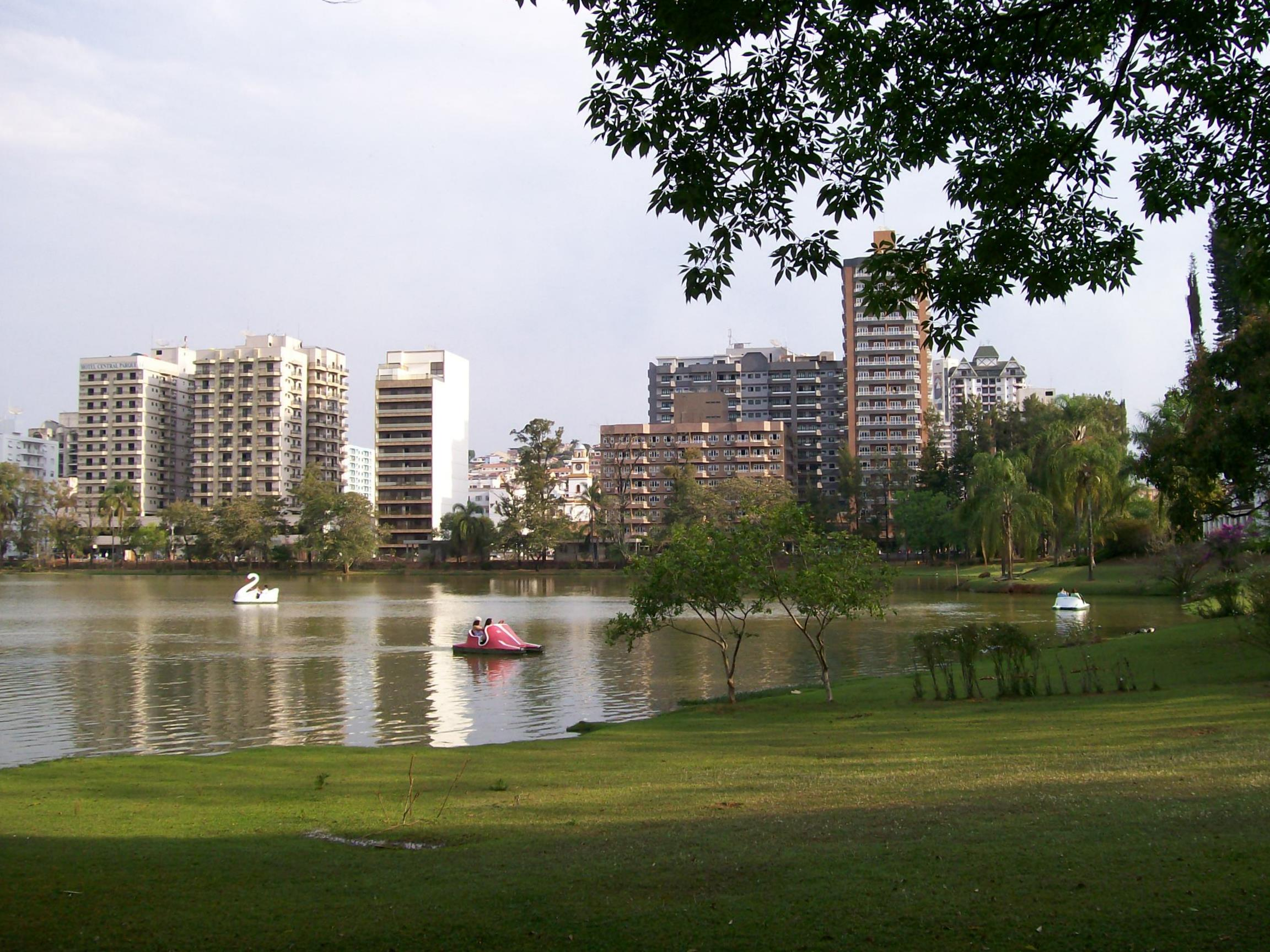
상로렌수

상로렌수의 위치

상로렌수(포르투갈어: São Lourenço)는 브라질 미나스제라이스주 남부에 위치한 도시로 면적은 57.2km2, 높이는 875m, 인구는 42,185명(2006년 기준), 인구 밀도는 583.3명/km2이다. 도시가 설립된 시기는 1927년 4월 1일이다.